# 프랜 월시
프랜 월시 여사(영어: Dame Fran Walsh, DNZM, 1959년 1월 10일 ~ )는 뉴질랜드의 영화 각본가/제작자이다. 반지의 제왕 삼부작으로 유명한 감독 피터 잭슨의 아내이다. 1987년부터 피터 잭슨과 함께 살고 있는 프랜 월시는 1989년 《미트 더 피블스》 이후 피터 잭슨의 모든 영화에 각본가 혹은 제작자로 참여해 왔다. 2004년 제76회 아카데미 시상식에서 작품상, 각색상, 주제가상(작사)을 수상하였다. 자녀로는 1남 1녀가 있다.

## 프로필
- 가족사항: 남편 피터 잭슨 경, 아들 빌리 잭슨, 딸 케이티 잭슨
- 데뷔: 1989년 《미트 더 피블스》 각본

## 서훈
- 2002년 뉴질랜드 공로 훈장 5등급(MNZM)[2]
- 2019년 뉴질랜드 공로 훈장 2등급(DNZM, 기사작위급)[1]